# Helia (Band)
Helia ist eine 5-köpfige Post-Hardcore-Band aus Rimini, die im Jahre 2007 gegründet wurde.

## Geschichte
Ihre erste EP Delorean wurde im Jahr 2007 veröffentlicht. 2009 erschien ihr erstes Album, das sich Shivers nennt. 2011 erschien eine weitere EP, die den Titel 2036 trägt. Ihr Stil ist vermischt aus dezenten Metalcore Riffs, Trance-Beats sowie aggressiven Hardcore Vocals. Sie sind vergleichbar mit Bands wie Asking Alexandria, Enter Shikari oder We Butter the Bread with Butter.

## Diskografie
- 2007: Delorean (EP)
- 2009: Shivers (Album, Wynona / Cargo Records)
- 2011: 2036 (EP, Eigenproduktion)
- 2014: The Great Divide (Album, inVogue Records)